# Condado de Nash
El condado de Nash (en inglés: Nash County, North Carolina), fundado en 1777, es uno de los 100 condados del estado estadounidense de Carolina del Norte. En el año 2000 tenía una población de 87 420 habitantes con densidad poblacional de 62 personas por km². La sede del condado es Nashville.

## Geografía
Según la Oficina del Censo, el condado tiene un área total de 1406 km² (542,9 mi²), de la cual 1399 km² (540,2 mi²) es tierra y 5 km² (1,9 mi²) es agua.

### Municipios
El condado se divide en quince municipios: Municipio de Bailey, Municipio de Castalia, Municipio de Coopers, Municipio de Dry Wells, Municipio de Ferrells, Municipio de Griffins, Municipio de Jackson, Municipio de Mannings, Municipio de Nashville, Municipio de North Whitakers, Municipio de Oak Level, Municipio de Red Oak, Municipio de Rocky Mount, Municipio de South Whitakers y Municipio de Stony Creek.

### Condados adyacentes
- Condado de Halifax norte
- Condado de Edgecombe este
- Condado de Wilson sur
- Condado de Johnston suroeste
- Condado de Franklin oeste
- Condado de Wake suroeste

## Demografía
En el 2000 la renta per cápita promedia del condado era de $37 147, y el ingreso promedio para una familia era de $44 769. El ingreso per cápita para el condado era de $18 863. En 2000 los hombres tenían un ingreso per cápita de $32 459 contra $24 438 para las mujeres. Alrededor del 13.40% de la población estaba bajo el umbral de pobreza nacional.

## Lugares

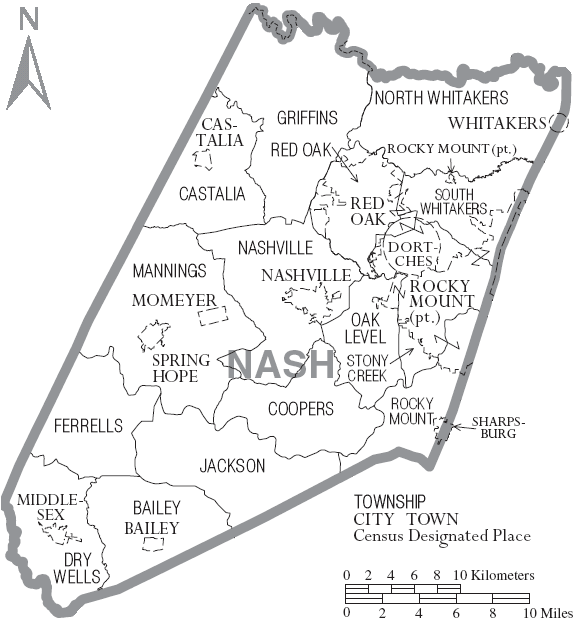
Mapa del Condado de Nash en Carolina del Norte con sus municipios

### Ciudades y pueblos
- Bailey
- Battleboro
- Castalia
- Dortches
- Middlesex
- Momeyer
- Nashville
- Red Oak
- Rocky Mount
- Spring Hope
- Whitakers